# Dasyatis marianae
Dasyatis marianae là một loài stingray trong họ Dasyatidae. Loài này đặc hữ đông bắc Brazil, con trưởng thành sinh sống ở các vùng san hô nông và các bãi đá nông còn con non thì cũng xuất hiện ở gần các bãi biển và các cửa sông. Loài cá này có kích thước 40 cm (16 in) và có mắt to.